# Rodzimy się z umarłymi
Rodzimy się z umarłymi (tytuł oryg. Born with the Dead) – zbiór opowiadań  fantastyczno-naukowych amerykańskiego pisarza Roberta Silverberga. Zbiór ukazał się w USA w 1971 roku, a w Polsce w 1993.

## Zawartość zbioru
- Rodzimy się z umarłymi
- Thomas Prorok
- Odchodząc